# Tiny Yong
Thien Huong Ton Nu Thi, dite Tiny Yong, née le 8 février 1944 à Phnom Penh, est une chanteuse française d'origine vietnamienne surnommée « la yéyé du pays du sourire »,.
Après des débuts au théâtre puis au cinéma et dans la chanson, Tiny Yong débute dès 1960 au cabaret-restaurant asiatique La Table du Mandarin, dans un répertoire mêlant exotisme et chansons Rive gauche, avant de devenir une vedette yéyé grâce à son producteur Henri Salvador. Le choix de son répertoire est dès lors marqué par l’influence des girl groups américains, allant des Shirelles aux Chiffons. 
De 1963 à 1965, Tiny va compter parmi les chanteuses préférées de Salut Les Copains, allant même jusqu'à se classer en 5e position en 1963 derrière Sylvie Vartan, Sheila, Françoise Hardy et Petula Clark.

## Biographie

### Jeunesse entre Orient et Occident
Thien Huong Ton Nu Thi (alias Tiny Yong) est née le 8 février 1944 à Phnom Penh pendant un séjour de ses parents dans la capitale cambodgienne. Ses parents appartiennent à l'aristocratie annamite. Son père est médecin.
Toute petite, la jeune Thien Huong (Parfum Céleste en Han Viet) reçoit une éducation alliant cultures orientale et européenne au Couvent des Oiseaux de Dalat, ville développée pendant la période coloniale et située sur les hauts plateaux et comportant bon nombre de résidences secondaires d'anciens colons français fuyant l'été les chaleurs de Saïgon.
Les années passant, elle suit sa famille à Saïgon et y apprend l'anglais et l'espagnol en plus du français. Mais à la fin de l'année 1958, alors qu'elle n'a que 14 ans, ses parents décide de s'exiler en France alors que le Viêt Nam du Sud est déjà en situation de guerre larvée.
Arrivés à Paris dans le 18e arrondissement au 2 rue Coustou, son père reprend ses activités médicales tandis que sa mère ouvre un restaurant vietnamien. Thien Huong délaisse alors ses études pour ne se consacrer qu'au théâtre en suivant les cours de Solange Sicard. C'est ainsi qu'elle débute dans la pièce Les Justes d’Albert Camus. Parallèlement, elle se perfectionne dans le répertoire classique en jouant le rôle de Phèdre. 
En 1960, Tiny Yong interprète L'Épouse injustement soupçonnée, pièce adaptée d'une légende indochinoise par Jean Cocteau, au Théâtre de la Tomate, une ancienne boîte de strip-tease reconvertie en théâtre au 16 rue Notre-Dame-de-Lorette. Le succès n’est malheureusement pas au rendez-vous et après un mois et demi de représentations, le spectacle est arrêté. Tiny Yong rebondit cependant en reprenant à La Potinière le rôle créé par Marpessa Dawn dans Chérie Noire, ce qui l'oblige à se barbouiller le visage en noir chaque soir. 
Grâce à l'un de ses frères, elle est ensuite engagée au restaurant La Table du Mandarin situé au 8 rue de l'Échelle, afin d'y animer les soirées en interprétant des airs vietnamiens et des succès de la chanson Rive gauche, comme Ne me quitte pas de Jacques Brel. C'est à cette époque qu'elle décide de faire carrière dans la chanson. 
En novembre, toujours sous le nom de Thien Huong, elle se produit dans le spectacle d'Henri Salvador à l’Alhambra.

### Débuts: entre RTF et cinéma

Logo de la Radiodiffusion télévision française.

En décembre 1960 a lieu son premier passage sur l'unique chaîne de la RTF dans l'émission A L'École des vedettes d'Aimée Mortimer où elle est parrainée par André Claveau et Jean Piat.
Le 20 février 1961, on la retrouve lors du programme télévisé Carte blanche à Michel Magne où elle mime Rêve opératoire[Quoi ?]. En mars, elle enregistre enfin son premier disque, Le Monde de Suzie Wong, accompagnée par Jacques Loussier, d'après le thème du film homonyme de Richard Quine. 
À Nice, le 12 avril, elle présente à Denise Glaser un super 45 tours édité sur Caravelle, lors de l'émission de télévision musicale et culturelle Discorama où sont présents Louis Armstrong et Jean Ferrat. Sur cet enregistrement, figurent notamment Pour t'aimer, une création de Francis Lai et Bernard Dimey, alors que Geisha (I Count The Tears) se veut un morceau évoquant les nuits exotiques de la lointaine Asie et Fol Amour (True love love) apporte une approche plus rythmée. Ces deux derniers titres sont l'œuvre de Doc Pomus et Mort Shuman, sur des paroles françaises de Marc Fontenoy.
Le 14 avril, toujours à Discorama, animé à cette occasion par Jean-Pierre Darras et Philippe Noiret, elle interprète Si tu cherches ta jeunesse, un titre qui devait figurer sur le second EP Caravelle, jamais publié.

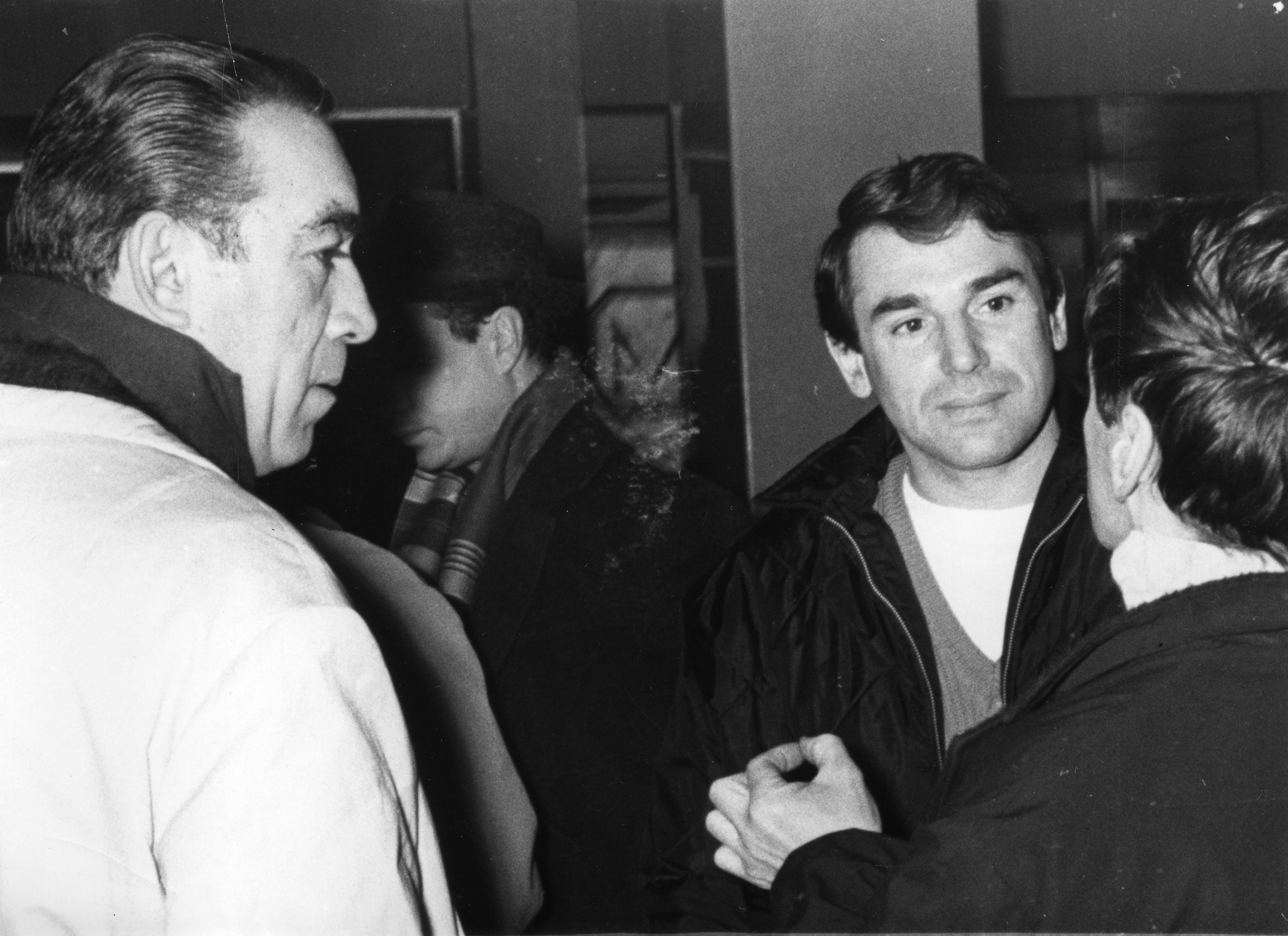
Robert Hossein en 1969.

Parallèlement, elle poursuit ses tours de chants à La table du Mandarin où elle est remarquée par Robert Hossein. L'acteur et réalisateur l'engage alors pour son film policier Le Jeu de la vérité, aux côtés de Jean Servais, Jeanne Valère et Paul Meurisse, projeté sur les écrans en novembre 1961.
Son deuxième super 45 tours paraît cette fois sur Lotus, soutenu par l'orchestre de Jack Ledru. Elle y interprète seule Mon galant viendra et en duo avec Jean Philippe Parfum céleste ainsi que La Prison de bambou. Ce dernier titre obtient le Prix Marco Polo de Venise en 1962.
Cette récompense lui vaut de tourner en Italie son deuxième film, Marco Polo, réalisé par Piero Pierotti, contant les aventures du célèbre explorateur parti de Venise vers la Chine, aux côtés de Rory Calhoun, Camillo Pilotto, Pierre Cressoy et de l'actrice d'origine japonaise Yoko Tani.
Le 11 novembre 1962, elle est de retour à Discorama avec L'Oiseau de paradis, d'après la musique du film homonyme de Marcel Camus, en compagnie d'Elek Bacsik et de Henri Salvador. Le thème constituant la bande originale de ce long métrage engendre un disque chez Philips.
Le 31 décembre, Thien Huong (Tiny Yong) se produit dans La Tournée des Grands Ducs, un show télévisé d'Abder Isker écumant les cabarets parisiens Thien Huong et sa consoeur Bach Yen (Blanche Hirondelle en vietnamien) se produisent à La Table du Mandarin. À cette occasion elle y interprète Les Fées du crépuscule.

## 1963-1966: sous la houlette d'Henri Salvador

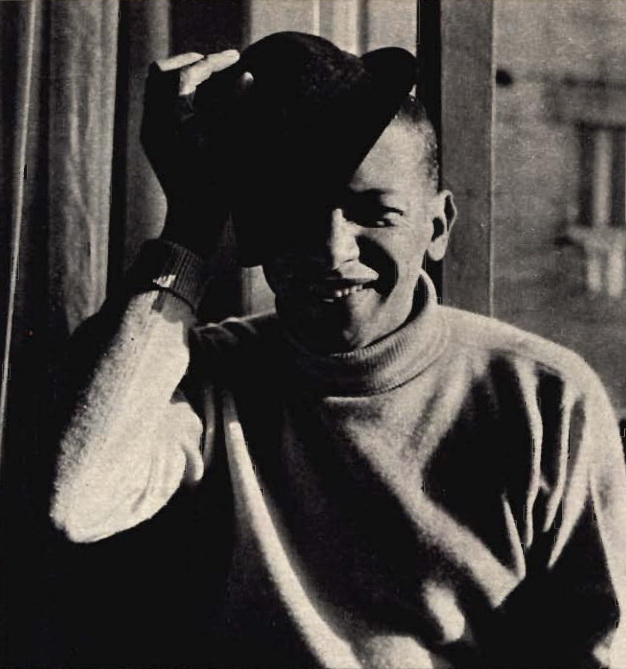
Henri Salvador à Rome en 1961.

Le 17 mai 1963, alors que le film Marco Polo est à l'affiche des cinémas, sa carrière de chanteuse démarre enfin. Le tournage du film, bien qu'il se soit déroulé en Italie, lui offre l'occasion de côtoyer à nouveau Jacqueline et Henri Salvador.
De retour à Paris, elle signe avec Jacqueline Salvador qui dirige le label Rigolo distribué par Philips. Jacqueline désire ainsi développer son catalogue après le lancement de Jacky Moulière. 
En avril 1963, dorénavant sous le nom de Tiny Yong, accompagnée par Christian Chevallier, elle enregistre au studio Europa Sonor ce qui devient sa chanson fétiche, le fameux Tais toi petite folle, version française de Foolish Little Girl du groupe The Shirelles, suivi d'En rêve (adaptation du titre In Dreams de Roy Orbison) sur le même album. 
Elle déclare : « J'ai eu de la chance de rencontrer Henri Salvador. C'est grâce à lui que j'ai enregistré Tais toi petite folle et que j'ai pris le nom de Tiny Yong. Henri m'avait dit : "Thien Huong c'est imprononçable. Les gens ne s'en souviendront jamais". Il a changé Thien en Tiny et madame Salvador a trouvé Yong. »
C'est alors que Daniel Filipacchi la présente dans son émission Salut les copains.
En mars 1964, elle interprète Les garçons m'aiment dans l'émission Âge tendre et tête de bois, présenté par Albert Raisner, en direct de l'école nationale d'horticulture de Versailles. La télévision la présente désormais comme « la yéyé du pays du sourire ».
Si les tubes s'enchainent, tels que Tu es seule et Ma poupée, ils s'orientent pourtant dans un registre beaucoup moins twist que sa consœur Bach Yen, en laissant de côté l'aspect purement sexy pour véhiculer de manière plus sobre et souvent humoristique l'image hédoniste yéyé avec Mon chien et moi, Un seul garçon sur terre ou encore Atchik Atchik en duo avec Monty, avant de devenir plus influencés par la bossa nova et la musique jazz avec Le Sauvage, Aime moi, Il ne me restera plus rien ou encore la reprise du Syracuse de son mentor Henri Salvador. 
C'est un public conquis qui la retrouve à l'écran en avril 1964 sous les traits d'une jeune femme chinoise bienveillante dans le drame de guerre Les Parias de la gloire .  
En 1965, alors qu'elle est bien en vue, elle participe aux côtés d'Alice Dona et d'Evy au concours de la Rose d'or d'Antibes avec le titre Avant mais c'est un outsider inattendu, Erik Montry, qui l'emporte avec son D'ombre et de soleil.
Le 12 avril 1966, pour le premier anniversaire de mariage de Sylvie Vartan et Johnny Hallyday, Tiny Yong participe à la photo-événement pour le numéro de juin de Salut les copains, où elle est placée aux côtés de Claude François, d'Antoine et d'Hervé Vilard ; surnommé par la suite de « Photo du siècle », ce cliché est pris par Jean-Marie Périer pour fêter en grande pompe les quatre ans du magazine. 
Quelque temps plus tard, alors que Tiny Yong se produit sur le paquebot France, à l’occasion de sa troisième traversée de l’Atlantique vers New York, elle est présentée à la Reine de Suède.
Sous la houlette d'Henri Salvador, Tiny Yong continue d'enregistrer des disques à un rythme soutenu jusqu'à l'été 1966 (dix 45-tours et un 25 cm en quatre ans) mais son succès commercial décline. À la suite d'un désaccord entre les deux artistes, Henri Salvador aurait fini par ne pas renouveler son contrat.

## Après le vedettariat
En 1968, à la suite de ces déconvenues, Tiny part se ressourcer à Saïgon, la ville de son enfance.  
Malgré une participation au Gala de l'Unicef en décembre 1968, elle ne se produira plus désormais que dans le restaurant familial au Viêt Nam du Sud. 
Alors que sa chanson fétiche Tais-toi petite folle est reprise en 1969 avec beaucoup moins de succès sous le titre Je ne croyais pas par la Québécoise Denise Brousseau,, une page semble se tourner. C'est à cette période qu'elle se résout à arrêter définitivement sa carrière de chanteuse.
Si elle revient en France en 1970, ce n'est que pour ouvrir des restaurants asiatiques : Paris d’abord, à Saint-Germain-des-Prés, puis le Pont de Jade à Pont-sur-Yonne, avant de gagner Montpellier où elle réside depuis.
Elle se marie avec An Nguyen Ngog, avec lequel elle a une fille,.
Au début des années 1980, on reparle d'elle : sa chanson fétiche Tais-toi petite folle est à nouveau un véritable succès, interprété cette fois par la Belge Helena Lemkovitch. Malgré tout, « la yéyé du pays du sourire » continue d'être régulièrement oubliée à chaque évocation des années 1960.

## Filmographie

### Cinéma
Tiny Yong a joué dans les films suivants :
- 1961 : Le Jeu de la vérité de Robert Hossein : la fille eurasienne (créditée sous le nom de Thien-Huong)
- 1962 : Marco Polo de Piero Pierotti : Tai-Au (sous le nom de Thien-Huong)
- 1964 : Les Parias de la gloire de Henri Decoin : la Chinoise
- 1967 : La Blonde de Pékin de Nicolas Gessner : Yen Hay Sun

### Télévision
- 1965 : Entrez dans la ronde de François Chatel
- 1966 : Allô Police (série télévisée), épisode La pantoufle de Jade de Daniel Le Comte (histoire 34, saison 3, épisode 3) : Cécile

## Discographie de Tiny Yong
Tini Young a enregistré durant sa carrière , :
- Album :
  - Je ne veux plus t'aimer (10", Album), Disques Salvador
- Singles et EPs :
  - 1961 - Le Monde de Suzie Wong (7", EP), Caravelle
  - 1961 - Le Monde de Suzie Wong / Pour t'aimer / Geisha / Fol amour (7", EP), Caravelle
  - 1962 - .../ Mon galant viendra / Parfum céleste (avec Jean Philippe) / La Prison de bambou (avec Jean Philippe)"  (7", EP), Lotus
  - 1963 - Tais toi petite folle (7", Single), Disques Salvador
  - 1963 - Je ne veux plus t'aimer  (7", EP), Disques Salvador
  - 1963 - Je ne veux plus t'aimer (I Can't Stay Mad At You) / Le Carrosse blanc (7", Single), Disques Salvador
  - 1963 - En rêve (In Dreams) / Ma poupée (Charms) (7", Single, Promo, Juk), Disques Salvador
  - 1963 - Je ne veux plus t'aimer / Le Carrosse blanc / Tu es seule / Un seul garçon sur la Terre (7", EP), Disques Salvador
  - 1963 - Je ne veux plus t'aimer / Le Carrosse blanc / Ma poupée / En rêve / Tais-toi petite folle / Un seul garçon sur la Terre / Tu es seule / Syracuse (LP25), Disques Salvador
  - 1964 - Tiny Yong avec Christian Chevallier et son Orchestre Mon chien et moi / Je t'attendrai / Les garçons m'aiment / Il reviendra (7", EP), Belter, Disques Salvador
  - 1964 - Histoire d'amour / Aime-moi / C'est fini nous deux / Tout ce qui fut l'amour (7", EP), Rigolo, Belter
  - 1964 - Tiny (I’m Too Young) / La Nnuit est à nous / Le Sauvage (He Is No Good) / Adieu Bonne Chance (Shake Hands With A Loser) (7", EP), Rigolo
  - 1964 - Il reviendra (7", Single), Disques Salvador
  - 1964 - Je t'attendrai / Mon chien et moi (7", Single), Disques Salvador
  - 1964 - Un seul garçon sur la Terre (7", EP), Belter
  - 1964 - Je t'attendrai / Les garçons m'aiment / Il reviendra / Mon chien et moi  (7", EP), Disques Salvador
  - 1965 - Huit jours par semaine / Le Tigre (7", Single), Rigolo
  - 1965 - Mon futur et mon passé (7", EP), Rigolo
  - 1965 - Huit jours par semaine / Tu es le roi des menteurs / Le Tigre / Je reviens pour toi  (7", EP), Rigolo
  - 1966 - Mon futur et mon passé / Le Bonheur / Je t'aime t'aime tant / Il ne me reste plus rien (7", EP), Rigolo
- Compilations :
  - 1997 - La Collection Sixties des EP's français (CD, Comp, gat), Magic Records
  - 2004 - L'Intégrale 1961/1965 (CD, Comp, RM), Magic Records
  - 2016 - L'Intégrale Sixties (2xCD, Comp, RM), Magic Records